# ヨン・シヴェベーク
ヨン・シヴェベーク（John Sivebæk, 1961年10月25日 - ）はデンマーク・ヴァイレ出身の元サッカー選手。デンマーク代表。ポジションはウイングバック。

## 経歴

### クラブ
1980年、地元のヴェイレBKでデビューし、1981年にはデンマークカップで優勝した。1984年にはデンマーク・スーペルリーガで優勝した。1985-86シーズン冬、イングランドのマンチェスター・ユナイテッドに移籍した。マンチェスター・ユナイテッドには同じデンマーク人のイェスパー・オルセンが在籍していた。1987年、フランスのASサンテティエンヌに移籍した。1991年、サンテティエンヌのライバルであるASモナコに移籍した。1992年、イタリアのペスカーラに移籍した。1994年、古巣ヴェイレBKに復帰し、1シーズンだけプレーした。1995年から2年間オーフスGFに在籍して、現役引退した。引退後はエージェントの道を歩んでいる。

### 代表
1982年5月のスウェーデンとの親善試合でデンマーク代表にデビューした。1985年11月、代表唯一となる得点をワールドカップ予選のアイルランド戦で決めた。1986年のメキシコW杯に出場し、4試合に出場した。またUEFA欧州選手権には3大会連続で選出された（1984年・1988年・1992年）。1984年大会では4試合中3試合に出場した。1988年大会では3試合中2試合に出場した。1992年大会にはピーター・シュマイケルやブライアン・ラウドルップらとともに臨み、優勝した。

## タイトル
ヴェイレBK
- デンマーク・カップ (1980-81)
- デンマーク・スーペルリーガ (1984)

デンマーク代表
- UEFA欧州選手権 (1992)